# Museo didattico del libro antico
Il museo didattico del libro antico, situato in Villa d'Este, Tivoli, è una struttura permanente nata nel 1979 per il mondo della scuola che acquisisce, conserva ed espone beni culturali con finalità di educazione e di studio. Svolge le sue attività in collaborazione del MIBAC e del Ministero della pubblica istruzione. I locali, concessi dalla Soprintendenza ai beni architettonici e ambientali del Lazio sono stati recuperati e resi fruibili a cura e spese del fondatore professore  Antonio Basile (Museo Didattico del Libro Antico). Il museo è accessibile gratuitamente al pubblico, inoltre offre, agli istituti che ne fanno richiesta, percorsi didattico formativi articolati frutto di una lunga e consolidata esperienza pedagogica.